# Chanh Thái
Chanh Thái, hay còn gọi là chúc
(danh pháp hai phần: Citrus hystrix) thuộc chi Cam chanh, là một loài bản địa của Lào, Indonesia, Malaysia và Thái Lan, hiện được trồng rộng rãi trên thế giới để làm gia vị, hương liệu và mỹ phẩm. Lá của loại cây này, lá chanh kaffir là một gia vị đặc trưng trong ẩm thực Thái Lan, làm nên một trong những tinh hoa của nền ẩm thực này là món tom yum nổi tiếng toàn cầu, khiến cây hay được gọi nôm na thông dụng với tên cây "chanh Thái". Tại Việt Nam, cây mọc hoang và được trồng ở nhiều nơi nhưng phổ biến như một loài cây đặc hữu vùng Bảy Núi, An Giang.

## Tên gọi
Cây chanh Thái được định danh với nhiều tên gọi khác nhau trên thế giới. Trong khi tên gọi của loài phổ biến toàn cầu trong tiếng Anh là kaffir lime thì tại Thái Lan cây chủ yếu được biết đến với tên mắc rụt (มะกรูด, makrut). Tại miền Bắc Việt Nam cây được gọi bằng tên trấp (chấp, giấp) còn ở vùng An Giang miền Tây Nam Bộ, cây mang tên trúc (chúc) hay trúc thơm. Các quốc gia Đông Nam Á và Nam Á khác cũng tồn tại nhiều tên gọi cho loài: Myanmar gọi bằng tên shauk-nu (shauk-waing), ở Campuchia là krauch soeuch (ក្រូចសើច), ở Malaysia cây có tên limau purut, tại Lào là makgeehoot, vùng Madagascar cây được gọi là combava (combawa, cumbava, cumbaba), tại Sri Lanka là tên kahpiri dehi (odu dehi, kudala dehi), Indonesia là jerul purut (jeruk limo, jeruk sambal), người Philippines gọi là swangi. Tại Trung Quốc cây mang tên Tiễn diệp chanh (箭葉橙 jiànyèchéng, tức chanh lá hình mũi tên), mã phong cam (馬蜂柑 mǎfēnggān, cây cam Mã Phong), Thái quốc thanh nịnh (泰國青檸, tiếng Quảng Đông, Taai3gwok3 ching1ning4 tức chanh Thái Lan), hay Thái quốc cam (泰國柑 Thai-kok-kam, cam Thái).

## Đặc điểm
Chanh Thái là cây thân gỗ có độ cao từ nhỏ đến trung bình, cây trưởng thành có thể cao từ 2 m đến 10 m. Thân cây có gai ngang. Mầm không xanh. Lá xoan xoan thuôn hay ngọn giáo, mép khía răng hay nguyên, chóp tròn hay lõm, có khi nhọn, màu xanh thẫm thùy kép, mọc đối, cuống lá có cánh rất rộng, có khi cũng to bằng phiến lá (tạo nên hình lá gần tương tự số 8 nên còn được gọi với tên "lá chanh số 8"), lá có tinh dầu, mùi thơm nồng. Hoa nhỏ, trắng hay vàng vàng xếp thành bó hay chùm ngắn ở nách lá, cánh hoa cao 7–10 mm; nhị 24-30, rời. Quả tròn, vỏ nhăn nheo sần như não bộ, màu lục, khi chín màu vàng, vỏ khá dày, thịt quả màu vàng xanh, ít nước nhưng nước có vị the và rất chua. Cây ra hoa quả quanh năm.

## Ứng dụng
Toàn cây có tinh dầu rất thơm nên được ứng dụng rộng rãi trong nhiều lĩnh vực từ ẩm thực, dược phẩm đến mỹ phẩm, trong đó bộ phận được sử dụng nhiều nhất trên cây là lá, và quả (với nước cốt, vỏ quả). Theo đầu bếp Dương Huy Khải, một trong hai người châu Á được Viện Hàn lâm Ẩm thực Thế giới vinh danh, cho biết mùi thơm của lá chanh Thái mạnh gấp năm lần chanh thường.
Lá chanh Thái có vị the như lá chanh ta nhưng thơm nồng và gắt hơn, kích thích mạnh khứu giác và dịch vị người ăn, giúp khử tanh những món chứa nhiều protein như bò, gà, lươn và trợ tiêu hóa. Có người cho rằng lá là sự pha trộn của hương vị lá chanh, lá bưởi non và tinh dầu lá cari tươi. Không bị đắng và không mất hương dù nấu lâu, lá được sử dụng trong nhiều món ăn Ấn Độ, Nepal, Thái Lan, Lào, Việt Nam, Indonesia, Philippines, Bangladesh, Malaysia và nhiều nơi khác trên thế giới. Là gia vị đặc trưng trong ẩm thực Thái Lan, lá non cây chanh Thái được sử dụng ăn sống như một loại rau salad, lá bánh tẻ và lá già sử dụng trong các món cari, súp Thái, Tod Mun (chả cá Thái), lẩu Thái, món cá hấp Haw Moak, Pok Taek, làm siro đường, hấp cùng cơm, chế vào nước sốt ướp thịt lợn, thịt cừu, thịt gà. Trong ẩm thực Việt Nam vùng Bảy Núi, lá chanh Thái được sử dụng cho món thịt gà hấp hay thái chỉ rắc lên gà luộc; các loại hải sản hấp (cá lóc, ốc, ngao, sò); xào lăn (lươn, ếch, rắn nước); kho (cá, thịt); làm gỏi (hến, gà); nấu các món lẩu hay canh chua; làm giả cầy v.v.
Lá có thể dùng tươi, bảo quản trong ngăn đông tủ lạnh hay phơi khô để tồn trữ lâu dài. Với lá già, người nội trợ thường xé nhỏ và bỏ gân lá, cuống lá để tránh bị đắng, lá khô nên đập nhuyễn trước khi sử dụng.
Kinh nghiệm dân gian còn dùng lá khử khuẩn ao nuôi cá, trị bệnh cho người và gia cầm, gia súc; kết hợp với sả, gừng để nấu nước tắm.
Quả chanh Thái có nước cốt chua gắt, hơi the, dùng để ăn tươi, vắt nước cốt pha nước chấm, khử tanh hải sản hay lòng bò, làm mứt. Vùng Tri Tôn, An Giang nổi tiếng với đặc sản cháo bò trái trúc, món ăn của sự giao thoa văn hóa tộc người Khmer và người Việt, bên cạnh món gà hấp lá chúc. Quả cũng thường được ngâm rượu làm thuốc chữa đau bụng hay cảm mạo, gội đầu trị gàu hay tắm rửa.
Vỏ quả làm hương liệu khử mùi nước, làm sạch và tạo hương cho nước uống; làm dược liệu trị bệnh tiêu hóa, giải cảm, chống nôn, chống say xe; chiết xuất tinh dầu làm mỹ phẩm. Vỏ của cây có khi cũng dùng làm hương liệu, nó có vị đặc trưng là dịu đồng thời lại đắng và cay.
Do dễ trồng, sống rất khỏe, chịu hạn giỏi, lá và quả khá độc đáo, cây cũng được trồng làm cảnh tại nhiều gia đình.

## Thông tin khác
Quả chanh Thái có thể được phơi sấy làm vị thuốc mang tên chỉ thực (Fructus ponciri Immaturi, Fructus aurantii Immaturi) và chỉ xác (Fructus Citri Aurantii). Tuy nhiên hai vị thuốc này, tùy vùng miền trải khắp Việt Nam và Trung Quốc, còn có thể được làm từ quả thuộc chi Citrus hay Poncirus như cây Hương duyên Citrus wilsonii Tanaka; cây Câu quất Poncirus trifoliata (L.) Raf; cây Toan đằng Citrus aurantium L.; cây Đại đại hoa Aurantium L. var amara Engl và nhiều cây khác họ Cam (Rutaceae).
Cũng có nơi tại Việt Nam, dân gian gọi tên "trấp", "chấp", "dấp" cho một loài cây nào đó thuộc họ Cam (Rutaceae), nhưng không phải là cây chanh Thái.

## Hình ảnh

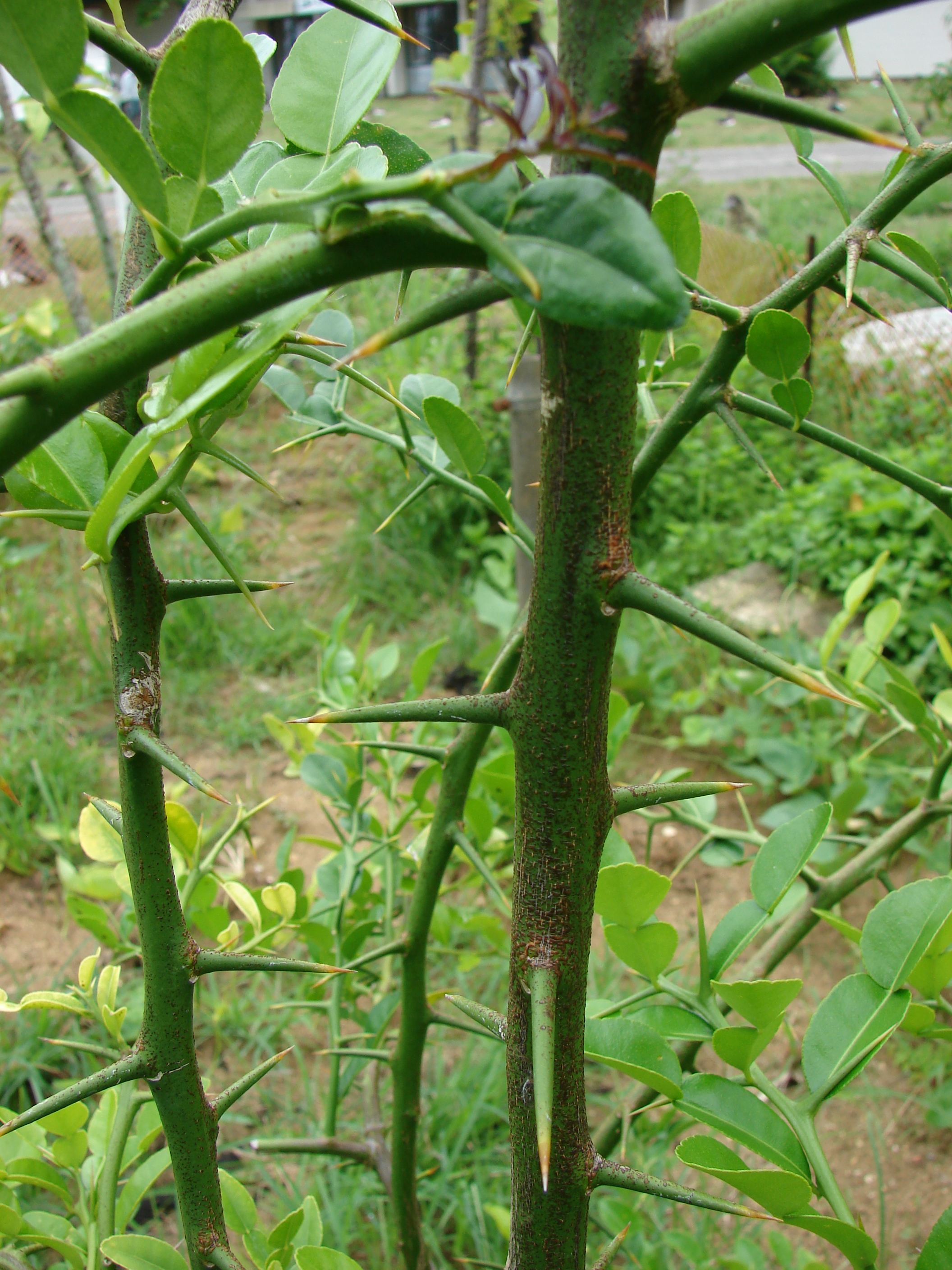
Gai trên thân cây
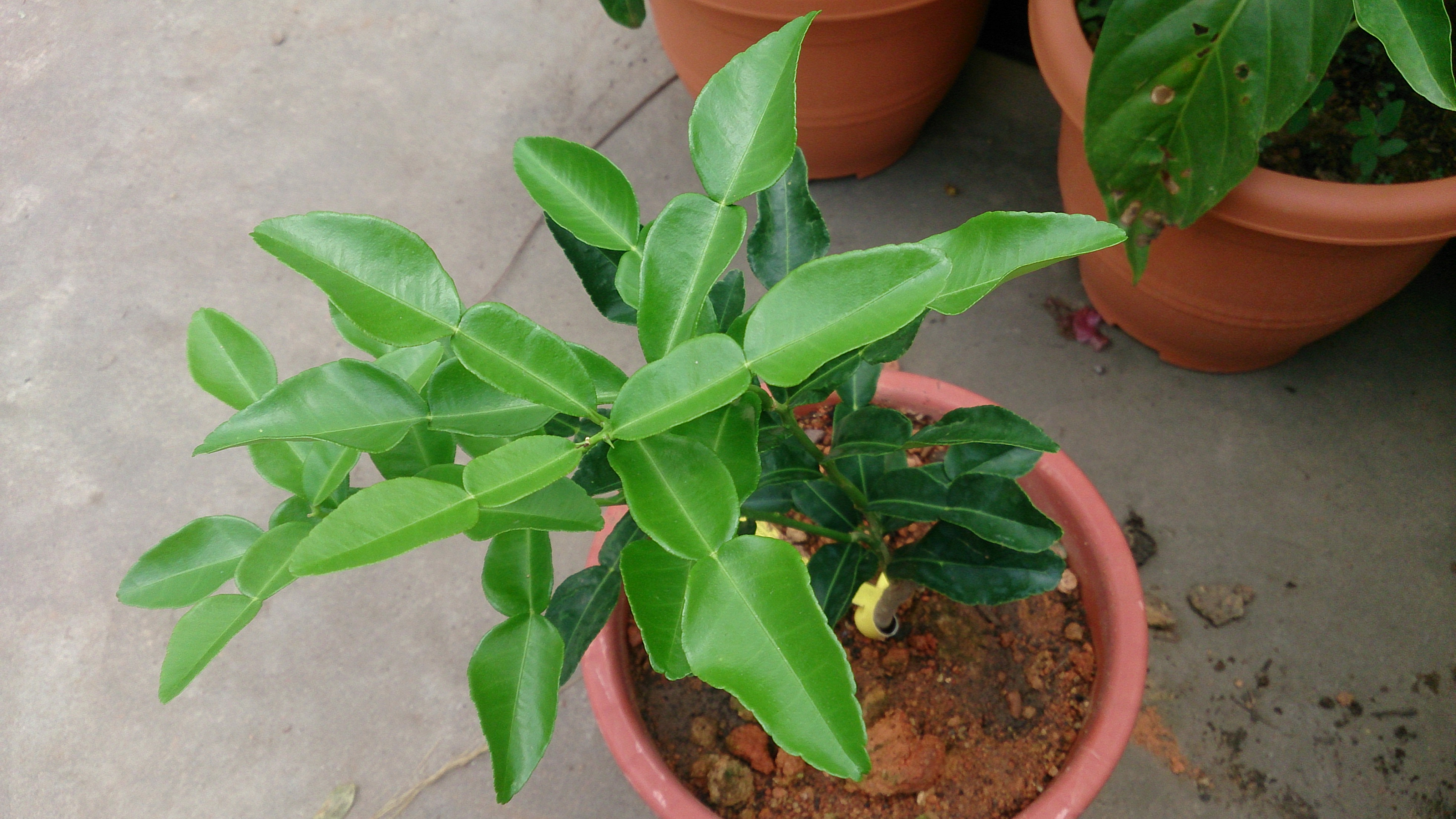
Một cây chanh Thái trồng từ nhánh giâm trong chậu
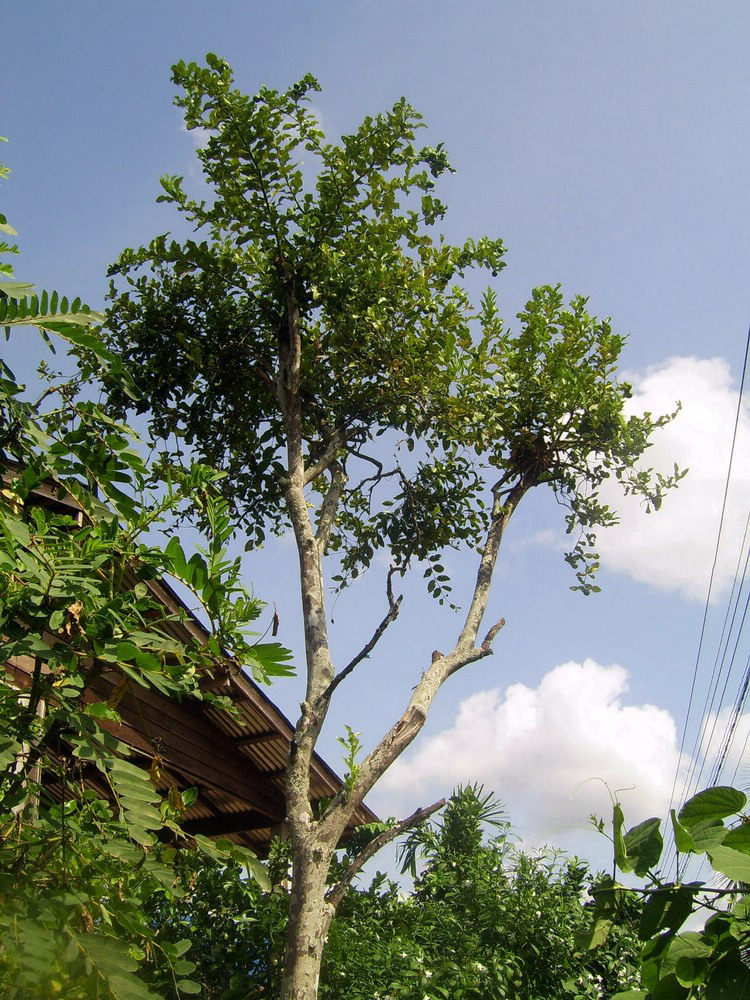
Cây trưởng thành
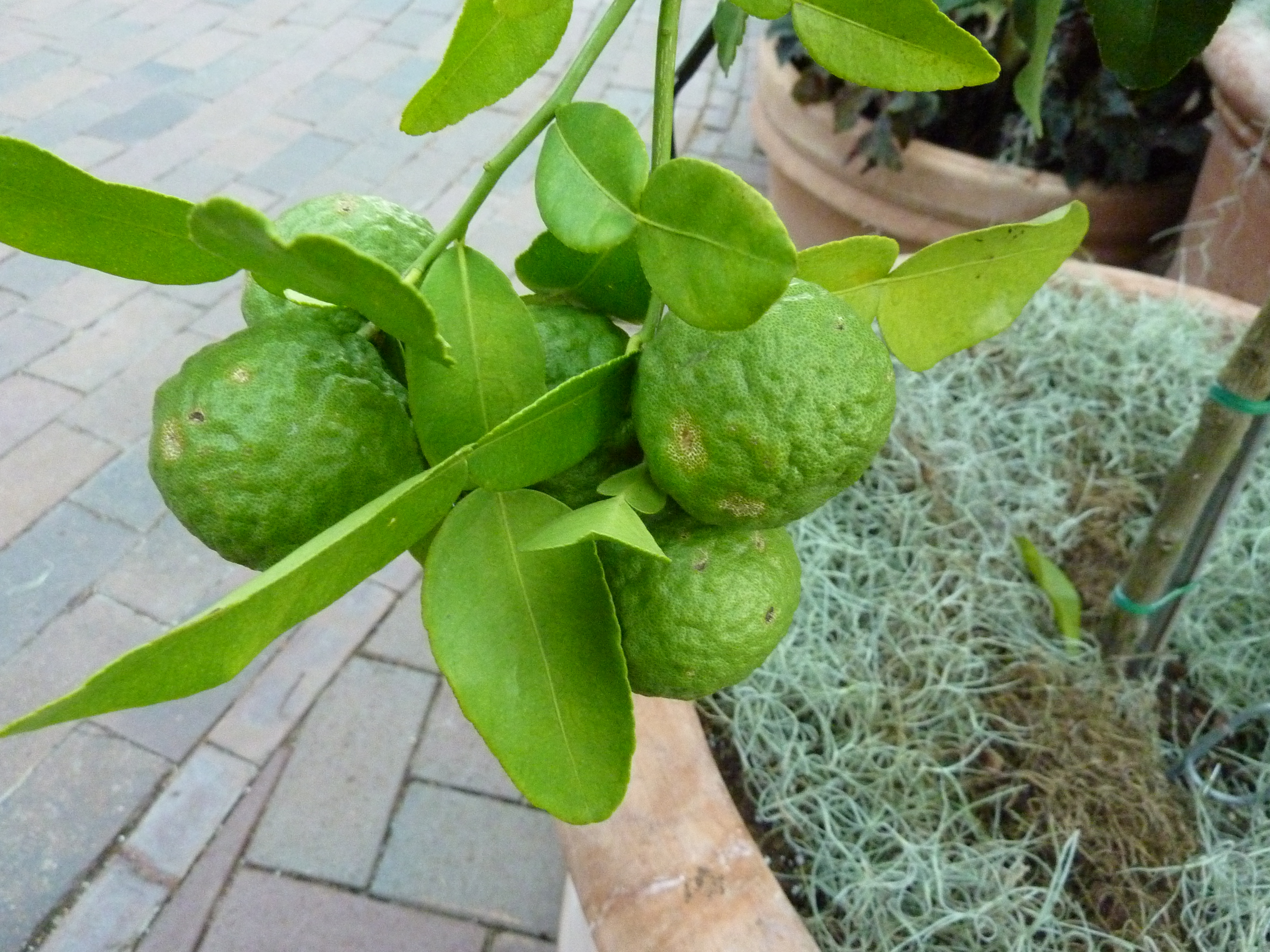
Chùm quả
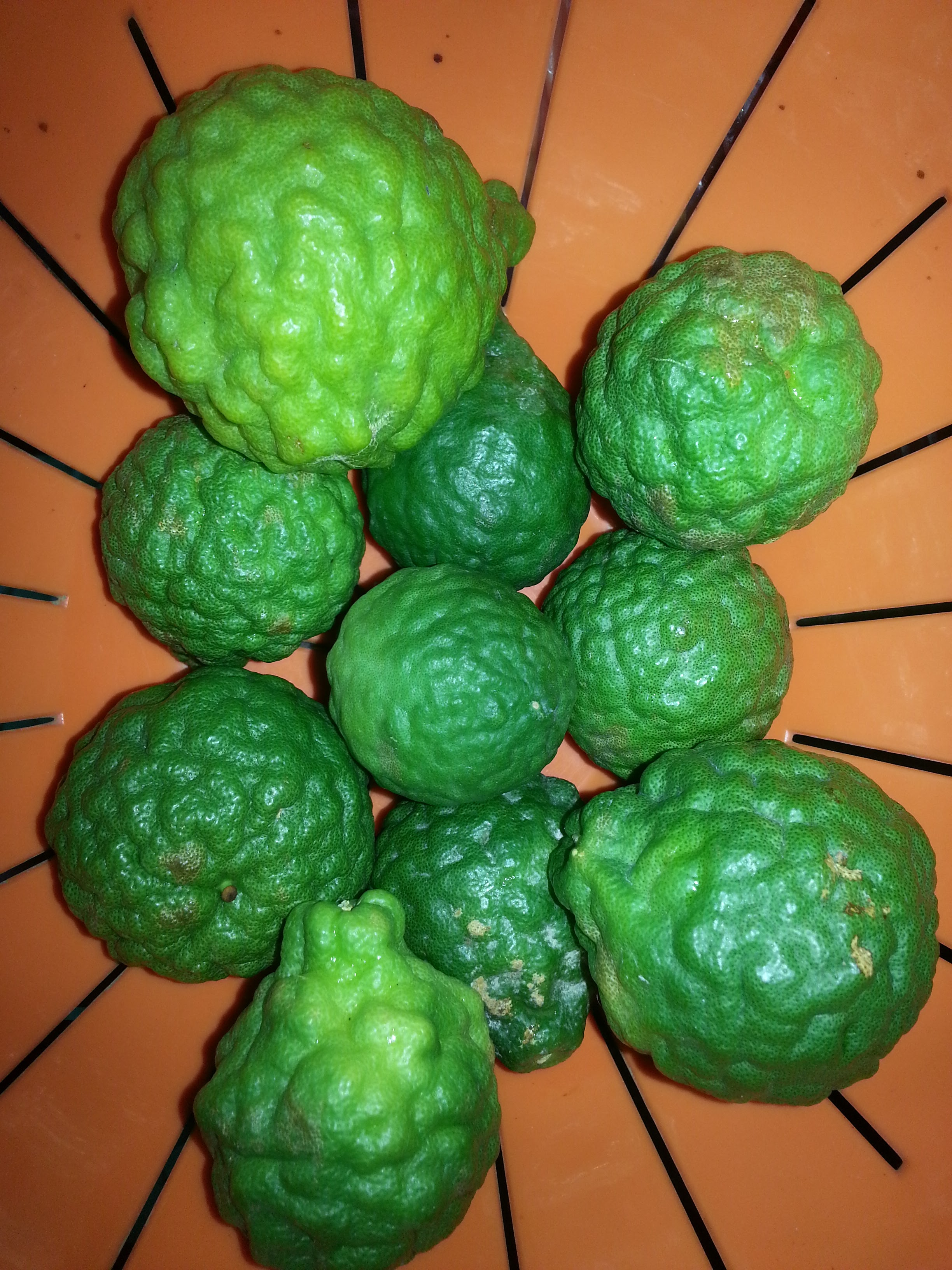
Quả
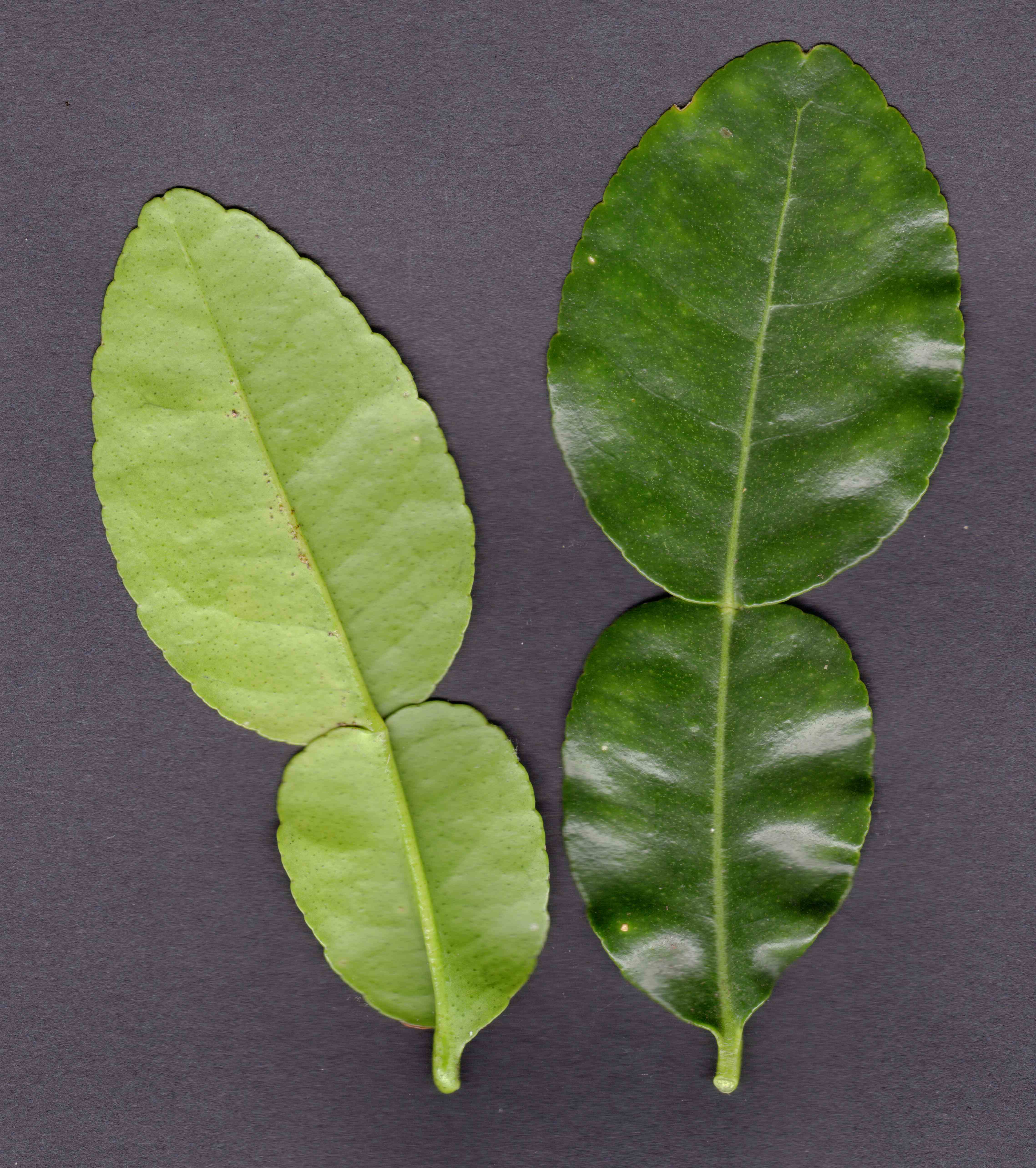
Hai mặt của lá
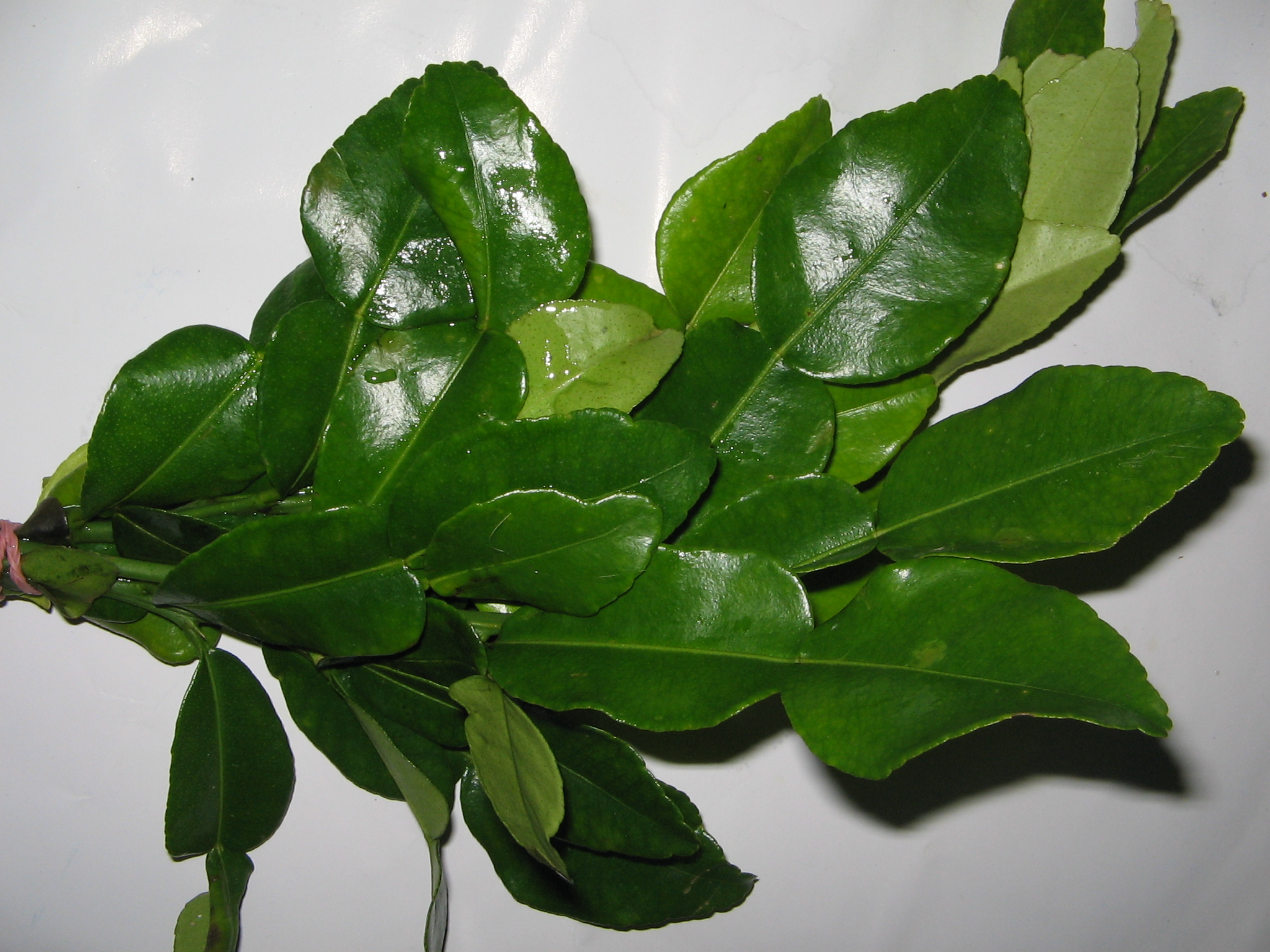
Cành và lá
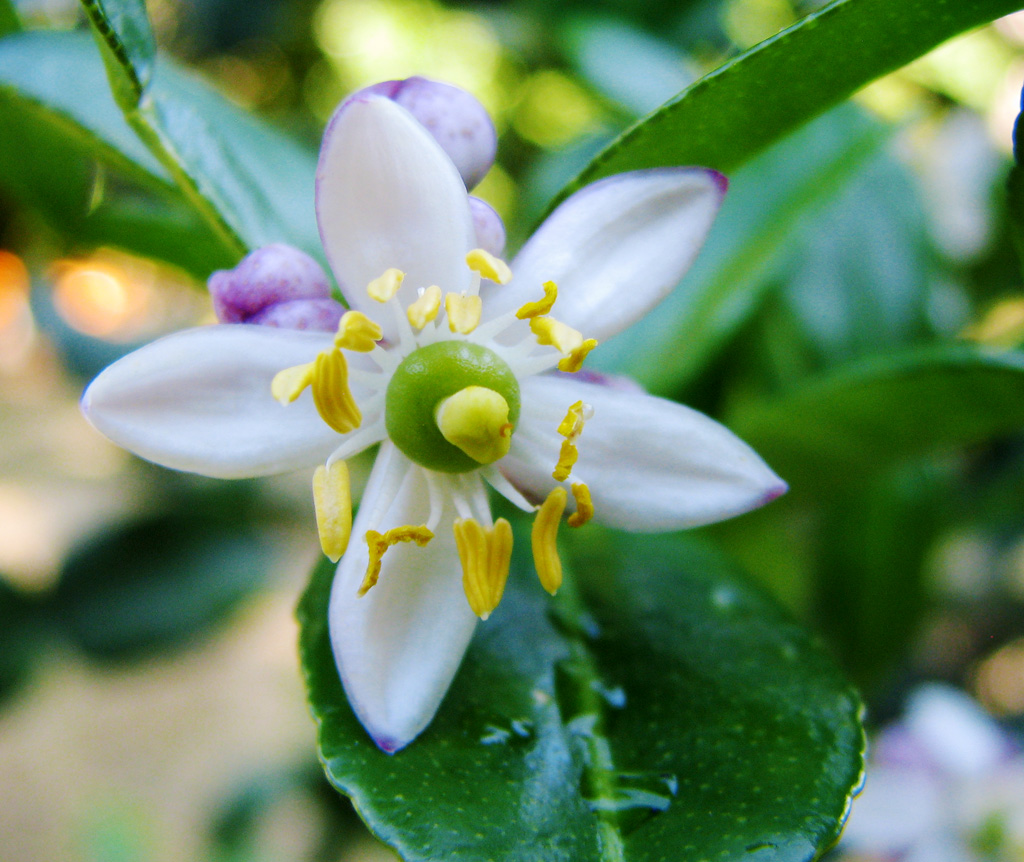
Hoa và quả non